# Intelsat 10-02
Intelsat 10-02 (ang. International Telecommunications Satellite) – satelita telekomunikacyjny należący do operatora Intelsat, międzynarodowego giganta w tej dziedzinie, który od 1965 roku wyniósł na orbitę ponad 80 satelitów.
Intelsat 10-02 został wyniesiony na orbitę 16 czerwca 2004. Znajduje się na orbicie geostacjonarnej (nad równikiem), na 1. stopniu długości geograficznej zachodniej.
Nadaje sygnał stacji telewizyjnych i radiowych (pasmo C i Ku) oraz dane (dostęp do Internetu) do odbiorców w Europie, Afryce, Azji Zachodniej oraz częściowo w Ameryce Północnej i Południowej.
Większość transponderów tego satelity zajmuje rumuńska platforma cyfrowa Digi TV (kodowanie: Nagravision 2). Nadawane jest także m.in. radio RMF Maxxx i BBC World Service.
W pobliżu (na 0,8°W) znajdują się satelity THOR 5 i 6, dlatego jest możliwy ich łączny odbiór na jednym konwerterze. Do odbioru sygnału z satelitów z pozycji 0,8-1°W w Polsce wymagana jest czasza anteny o średnicy co najmniej 60 cm.